# Brookeborough
Brookeborough is een plaats in het Noord-Ierse district Fermanagh. Brookeborough telt 452 (2011) inwoners.